# Ipi Kärki
Ipi Ritva Kyllikki Kärki, född 10 mars 1951 i Varkaus, är en finländsk konstnär. 
Kärki studerade 1971–1973 vid Konstindustriella läroverket och 1973–1977 vid Finlands konstakademis skola samt ställde ut första gången 1974. Hon väckte från början uppmärksamhet med sina stora kompositioner, med både organiska och geometriska former ofta i en dominerande blå färgskala. Hennes målningar innehåller inte sällan schematiskt tecknade växter och blommor, vilka fyllde redan hennes monumentalmålning Jord, luft, eld, vatten (300x750 cm) i Kampens metrostation, avtäckt 1985. Kärki har senare utfört intimare och väl avvägda kompositioner med figur- och blomstermotiv i blandteknik: måleri, foto och collage. I impressionistiskt betonade målningar, som kan ses både som realistiska och abstrakta, har ljus och skuggor spelat en avgörande roll. 